# King’s Valley
King’s Valley — игра жанра платформер, разработанная и изданная компанией Konami в 1985 году для домашних компьютеров стандарта MSX. В Японии игра считается духовным наследником игры Tutankham, вышедшей в 1982 году. В 1988 году вышло продолжение игры под названием King’s Valley II: The Seal of El Giza.

## Игровой процесс
King’s Valley — игра с элементами головоломки, в которой игрок управляет археологом, исследующим гробницу в поисках драгоценных камней. На своём пути герой сталкивается с армией разноцветных мумий, преследующих его, и для защиты использует метательные ножи. Чтобы добраться до спрятанных драгоценностей, археологу необходимо применять специальные инструменты, такие как кирки, позволяющие раскапывать кирпичные стены. Всего в игре 15 комнат, некоторые из которых занимают два экрана, и только после сбора всех драгоценных камней на уровне открывается дверь на следующий этап.

## Версии
В 1998 году King’s Valley была включена в сборник Konami Antiques MSX Collection Vol. 3 для PlayStation, а затем в Ultra Pack для Saturn. В 2002 году была выпущена мобильная версия игры. Несмотря на то, что оригинальная версия для MSX была издана в Европе, ни одно из переизданий не выходило за пределами Японии. Существует неофициальный порт игры для ZX Spectrum, созданный в 2009 году компанией Retro Works. Также существует версия для MSX на дискетах, содержащая 60 уровней вместо 15 и редактор уровней. Эта версия включена в сборник Konami Game Collection Vol. 1. В 1989 году также был создан неофициальный порт для компьютеров БК-0010.

## Критика
| Иноязычные издания | Иноязычные издания |
| Издание            | Оценка             |
| ------------------ | ------------------ |
| MSX User           | 8 из 10 (MSX)      |
| MSX Magazine       | 4 из 5 (MSX)       |
| What MSX?          | 8 из 10 (MSX)      |
| MSX Extra          | 7 из 10 (MSX)      |
| Micros MSX         | 15 из 20 (MSX)     |
| Retro Gamer        | 89 % (ZX)          |

Журнал MSX User посчитал King’s Valley одной из лучших доступных для MSX игр в жанре платформера, так как на его взгляд для достижения успеха необходимо тщательное планирование и быстрое мышление. Критик из японского журнала MSX Magazine также нашел игру King’s Valley хорошо сбалансированной по сложности и увлекательной благодаря необходимости тщательно планировать свои действия. What MSX? также похвалил графику и звуковые эффекты, отметив что они «в полной мере используют возможности MSX». Обозреватель MSX Extra пожаловался, что в некоторых моментах игры главному герою не хватает скорости, особенно когда его преследуют быстрые синие мумии, которые сильно усложняют прохождение. J.F.B. из Micros MSX заметил, что игра уступает Lode Runner, но по его мнению, всё же безусловно успешна.
В ретроспективном обзоре сайта uvejuegos игра была высоко оценена за интересный игровой процесс, сочетающий элементы платформера и головоломки, а также за повышенную сложность, требующую от игрока тщательного планирования действий и грамотного использования ограниченных ресурсов. Несмотря на некоторые недостатки, такие как скрытые двери и необходимость повторять уровни при ошибке, критик посчитал, что игра достойна внимания и способна увлечь игрока средней руки своей атмосферой и геймплейными механиками. Джейсон Келк из Retro Gamer в обзоре неофициальной версии для ZX Spectrum отметил, что повторяющаяся музыка из оригинала была перенесена на платформу ZX Spectrum вместе со звуковыми эффектами, а графика была доработана с добавлением дополнительных цветов. При этом, по его мнению, дизайн уровней King’s Valley «невероятно коварен».